# Santa María Zoquitlán
Santa María Zoquitlán là một đô thị thuộc bang Oaxaca, México. Năm 2005, dân số của đô thị này là 3163 người.